# Гагарка (Республика Алтай)
Гагарка — посёлок Усть-Коксинского района Республики Алтай России. Входит в состав Верх-Уймонского сельского поселения.

## География
Находится на правом берегу реки Катуни. Расположен в пяти километрах от Верх-Уймона и региональной автодороги Верх-Уймон — Усть-Кокса.

## История
Основан в 1866 году выходцами из Верхнего Уймона.

## Этимология
Бытует легенда о названии посёлка: «…Поселился на этом месте новый человек, и прозвали его люди Гагаром за то, что он хорошо плавал: Катунь мог преодолеть в считанные минуты. И стали звать его с той поры Гагар, а место, где он жил, стало Гагаркой». На самом деле Гагарка —  искажённое алтайское название «как арка», что в переводе на русский язык означает сухой склон.

## Инфраструктура
В посёлке в дни празднования 140-летнего юбилея посёлка был открыт городок активного отдыха, построенный силами сельчан.
На территории Гагарки находится действующая церковь старообрядцев, переселившихся на эти земли в конце XVIII века. . Вместе с рядом других поселений посёлок является частью маршрута по старообрядческим сёлам Уймонской долины.

## Население
| 2010 | 2011 | 2012 | 2013 | 2014 | 2015 | 2016 |
| ---- | ---- | ---- | ---- | ---- | ---- | ---- |
| 222  | ↗223 | ↗239 | ↗240 | ↘234 | ↘229 | ↘223 |

Основу населения составляют старообрядцы-каменщики.